# 和田武
和田 武（わだ たけし、1966年8月4日 - ）は、日本の俳優。京都市出身。身長160cm。体重88kg。血液型A型。

## 出演

### ミュージカル
- ミュージカル「男のロマン女のフマン」
- ミュージカル「パパは家族の用心棒」
- ミュージカル「裸になったサラリーマン」
- ミュージカル「OH!マイSUN社員」
- 神戸―鳴門ルート全通記念 ミュージカル「駆けろ!架けろ!YATTOSEY!」
- ミュージカル「リボンの騎士」
- ミュージカル「DOG!」
- ミュージカル「タイムライン」
- ミュージカル「HONK!みにくいアヒルの子」
- ミュージカル「ユーリンタウン」
- ミュージカル「LADYBIRD,LADYBIRD」
- ミュージカル「三文オペラ」神奈川芸術劇場KAAT （2018年）

### オペラ
- サロメ （新国立劇場）
- ナブッコ （新国立劇場、2013年）
- 金閣寺 （神奈川県民大ホール、2015年）
- 魔弾の射手 （東京文化会館大ホール、2018年）
- 小澤征爾音楽塾オペラ『ラ•ボエーム』　（京都:ロームシアター京都メインホール/東京:東京文化会館大ホール/愛知:愛知県芸術劇場大ホール/松本市:まつもと市民会館　2023年）

### その他舞台
- 吉本興業＆激弾BKYUプロデュース「アウトオブデイト」

### TV
- ガチンコ!（TBS）「ザ・メインディシュ」再現VTR　吉本興業中邨社長役
- 東京タワー 〜オカンとボクと、時々、オトン〜（フジテレビ）炭鉱の町の住人
- 天才!志村どうぶつ園（日本テレビ）再現VTR
- 板尾ロマン（テレビ東京）コメンテーター
- 水曜ミステリー9「残り火」（テレビ東京）裁判員役
- スペシャリスト 第7話（テレビ朝日）眼科医役
- 行列が出来る法律相談所　（日テレ）サンドウィッチマン再現ドラマ
- 日曜日劇場危険なビーナス　（TBS）第7話
- プレミアムドラマ我らがパラダイス（NHKBS）第8話　スナックの常連客

### CM
- 吉野家
- 東芝テック 〜オフィス編〜
- 大正製薬 リポビタンファイン〜寺尾聡オフィス編〜
- パチンコマルハン（山梨県限定）
- アラプラス （2014年） 郷ひろみのバックダンサー
- JCBカード 相棒のように〜ハワイでキャシュレス〜編 （2019年）
- タマホーム ミュージカル編 （2019年）
- かっぱ寿司　WEBCM 『冬の皿から』演歌はらみのブルース　シンガー

### 映画
- 20世紀少年 最終章〜ぼくらの旗〜
- 実写版 まいっちんぐマチコ先生 コケダルマ校長役

### その他
- DJ OZMA イベント映像 プロデューサー役
- 氣志團「2006 極東NEVER LAND」イベント映像 プロデューサー役
- 氣志團「2014 喧嘩上等　PV」 プロデューサー役
- 子供向け動画サイトDORWIZ「airmanの千夜一夜物語」大魔王役
- オリエンタルランドテーマパーク ショーMC
- 千葉ロッテマリーンズ　ハロウィンイベント（2020）